# 開目抄
開目抄（かいもくしょう）は、日蓮の代表著作で五大部の一つ。
1272年（文永9年）佐渡の塚原三昧堂で撰。身延山久遠寺の真跡本は1875年（明治8年）の身延大火で焼失したが日乾が1604年（慶長9年）に書写した真跡対交本が京都の本満寺に現存する。